# 南あわじ市立三原中学校
南あわじ市立三原中学校（みなみあわじしりつ みはらちゅうがっこう）は、兵庫県南あわじ市市十一ヶ所に所在する公立中学校。
周囲は田畑が多く、前には三原川が流れている。
そしてそれを挟んで向かい側に、南あわじ市役所中央庁舎、南あわじ警察署、ケーブルネットワーク淡路がある。
略称・愛称は「三中」（さんちゅう）。2004年（平成16年）に校舎が建て替えられた。
ガラス張りの吹き抜けの玄関ホールや木材を多用している点、バリアフリーなどが特徴である。

## 沿革
- 1957年（昭和32年）10月 - 三原町西淡町組合立志知中学校設立
- 1959年（昭和34年）
  - 5月 - 三原町立志知中学校設立
  - 12月 - 志知中学校を廃止し、三原町立市中学校に統合
- 1961年（昭和36年）4月 - 三原町立三原中学校を設立し、榎列(えなみ)、八木(やぎ)、市(いち)、神代(じんだい)の各校舎を分教場と位置づける
- 1964年（昭和39年）3月 - 三原中学校の校舎が完成。八木、市小学校が各旧中学校校舎に移転
- 1967年（昭和42年）
  - 9月 - 体育館建設着工
  - 11月 - 体育優秀校として全国表彰
- 1970年（昭和45年）7月 - 50mプール完成
- 1985年（昭和60年）
  - 9月 - 一号館内部改修工事完了
  - 12月 - 人形練成場完成
- 1986年（昭和61年）9月 - 二号館内部改修工事完了
- 1987年（昭和62年）11月 - 体育館改修工事完了
- 1990年（平成2年）4月 - 武道館完成
- 1992年（平成4年）3月 - 二号館完成
- 1998年（平成10年）11月 - 2年生対象のトライやる・ウィーク実施
- 2000年（平成12年）12月 - 屋内運動場改修工事完了
- 2002年（平成14年）8月 - 全日本少年軟式野球大会に出場しベスト8入りを果たす
- 2004年（平成16年）4月 - 本館が最新のエコスクールとして完成
- 2005年（平成17年）1月 - 三原郡四町が合併し、南あわじ市立三原中学校となる
- 2007年（平成19年） - 水泳部と男子バレーボール部の休部が決定する
- 2010年（平成22年） - 水泳部と男子バレーボール部が休部
- 2022年（令和4年） - 南あわじ市立倭文中学校を統合。

## 学区
- 南あわじ市立市小学校
- 南あわじ市立榎列小学校
- 南あわじ市立八木小学校
- 南あわじ市立神代小学校
- 南あわじ市立志知小学校[1]
- 南あわじ市立倭文小学校

## 部活動

### 運動部
- 野球部
- ソフトボール部
- サッカー部
- 陸上競技部
- ソフトテニス部
- バスケットボール部
- バレーボール部
- 剣道部

### 文化部
- 郷土文化部
- 吹奏楽部
- 理科部
- 美術部

## 学校名について
南あわじ市内には同じ読みの御原中学校(みはらちゅうがっこう)が存在していた（2013年に西淡中学校に統廃合され廃校）。会話等ではどちらを示しているのかわかりづらいため、御原中学校を「おんちゅう」「おんはら」、三原中学校を「さんちゅう」「さんばら」として区別することがある。正式な場ではどちらも「みはらちゅうがっこう」と呼ばれていた。

## 著名な出身者
- 片山博視（プロ野球選手（投手））
- 照強翔輝（大相撲力士）

## 通学区域が隣接している学校
- 南あわじ市立南淡中学校
- 南あわじ市立西淡中学校
- 洲本市立五色中学校
- 洲本市立青雲中学校
- 南あわじ市・洲本市小中学校組合立広田中学校
- 洲本市立由良中学校